# Индексација
Индексација (енгл. Indexation) је измена уговора да би се кориговао новчани износ са стопом инфлације, која се мери неким договореним индексом, као што је индекс цена на мало.

## Извор
- Мали економски речник.  978-86-7474-031-6.